# Спартак (футбольний клуб, Калінін)
Футбольний клуб «Спартак» або просто «Спартак» (рос. Футбольный клуб «Спартак» Калинин)  — радянський футбольний клуб з міста Калінін. Існував з 1936 по 1956 рік.

## Історія
Клуб заснований не пізніше 1936 року в місті Калінін. Як чемпіон ЦС ДСТ «Спартак» 1936 року включений до числа учасників чемпіонату СРСР в 1937 році. «Спартак» — перша команда Калінінської області, яка взяла участь в першості СРСР. Дебютант чемпіонату СРСР 1937 року в Групі «Д».

## Досягнення
- 1-а зона Класу «Б»
  -  Срібний призер (1): 1955

- Кубок СРСР
  - 1/8 фіналу (1): 1955

## Статистика виступів
| Дивізіон, в якому грав клуб | № чемпіонату | Клуб/ назва дивізіону на момент проведення чемпіонату | місце/к/ть учасників | Іг  | В  | Н  | П  | М'ячі   | О   |
| Група Д                     | 3            | Група «Д». 1937 рік                                   | 4/11                 | 10  | 5  | 3  | 2  | 14-13   | 23  |
| Перша                       | 11           | Друга група. 4 зона РРФСР. 1949 рік.                  | 12/14                | 26  | 3  | 11 | 12 | 22 — 39 | 17  |
| Перша                       | 15           | Класс «Б». 2 зона. 1953 год                           | 8/10                 | 17  | 4  | 3  | 10 | 20 — 25 | 11  |
| Перша                       | 15           | Клас «Б». Турнір за 22-24 місце. 1953 рік             | 23/27                | 2   | 1  | 0  | 1  | 9 — 5   | 2   |
| Перша                       | 16           | Клас «Б». 2 зона. 1954 рік                            | 5/12                 | 22  | 8  | 8  | 6  | 32 — 27 | 24  |
| Перша                       | 17           | Клас «Б». 1 зона. 1955 рік                            | 2/16                 | 30  | 16 | 5  | 9  | 48 — 31 | 37  |
| Перша                       | 18           | Клас «Б». 1 зона. 1956 рік                            | 17/18                | 34  | 8  | 9  | 17 | 27 — 48 | 25  |
| Перша загальна              |              |                                                       | 5 (участь)           | 131 | 40 | 36 | 55 | 158-175 | 116 |
| Група Д загальна            |              |                                                       | 1                    | 10  | 5  | 3  | 2  | 14-13   | 23  |
| ЗАГАЛОМ                     |              |                                                       | 6                    | 141 | 45 | 39 | 57 | 172-188 | 139 |